# Erica Udén Johansson
Erica Udén Johansson, född 20 juli 1989 i Sundsvall, är en svensk ishockeyspelare (forward) som spelar i AIK.
Johansson började spela hockey i Njurunda SK när hon var sex år gammal. Hon har vunnit SM-guld 2010 med Segeltorps IF och har även spelat collegehockey i fyra säsonger med Quinnipiac Bobcats. Med Damkronorna har hon kommit fyra både i VM och OS, och totalt sett har hon spelat 105 landskamper.

## Meriter
- VM 2009: 4:a, Tavastehus, Finland
- OS i Vancouver 2010: 4:a
- SM-guld 2010 med Segeltorps IF
- VM 2012: 5:a, Burlington, USA
- OS i Sotji 2014: 4:a
- VM 2015: 5:a, Malmö, Sverige

## Klubbar
- Njurunda SK
- Sundsvall Wildcats, 2006-2007, 2013-2014 och 2015-2017
- Modo Hockey, 2007-2009
- Segeltorps IF, 2009-2010 och 2013-2014
- Quinnipiac Bobcats, 2010-2013 och 2014-2015
- Brynäs, 2017-2018
- AIK, 2018-